# Акустичне зондування
Акусти́чне зондува́ння — дослідження високих шарів атмосфери за допомогою спостережень над проходженням звуку. Траєкторії звукових променів в атмосфері змінюються залежно від вертикального розподілу фіз. властивостей атмосфери. У зв'язку з цим звукові хвилі можуть повертатися з високих шарів до земної поверхні і утворювати аномальні зони чутності. Вивчаючи особливості поширення звуку, можна зробити висновки про властивості й будову атмосфери на великих висотах.